# جشن نوروزی گم تلا
گُم تلا (به انگلیسی Gom Tala) یک جشن نوروزی سنتی و آیینی در روستای هرابرجان است که هرساله در هفتم فروردین برگزار می‌شود. در این مراسم مردم روستای هرابرجان که در این روستای تاریخی ساکن هستند از غروب روز ششم فروردین به تعمیر اجاق‌های سالیانه خود می‌پردازند و در بامداد روز هفتم بر سر اجاق‌های خود حاضر و اقدام به طبخ آش گیاهی مخصوصی با نام آش گُم تلا می‌کنند. این مراسم تا حوالی ظهر ادامه دارد و در طول این مراسم بازی‌های محلی برگزار و ساز و نقاره مخصوص گُم تلا نواخته می‌شود. این مراسم با شماره ۱۳۰۹ در فهرست آثار ملی ناملموس ایران به ثبت رسیده است.

## واژه‌شناسی

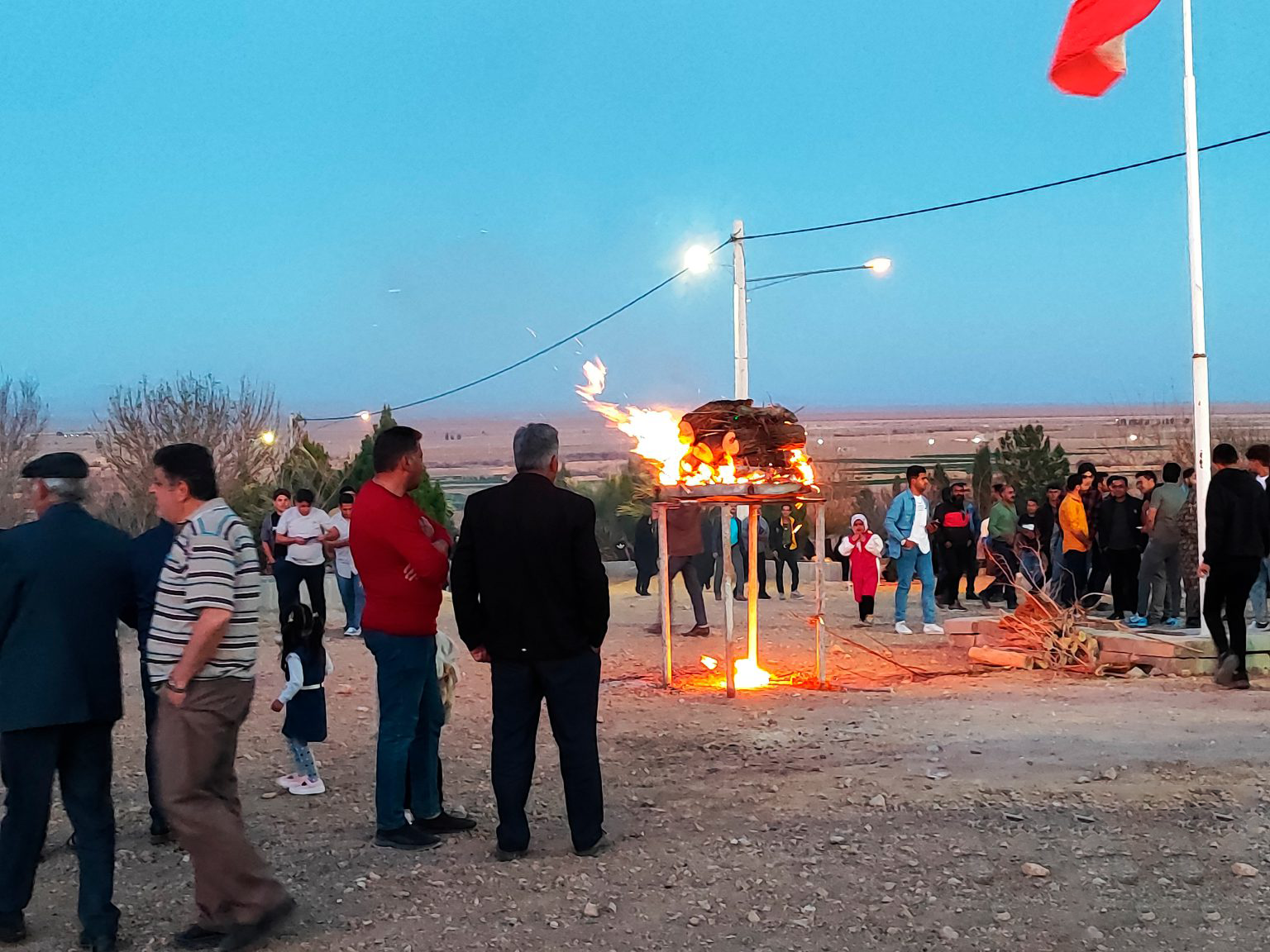
جشن نوروزی گم تلا در روستای هرابرجان

واژه گم تلا و معنی آن محل اختلافات نظری است. از یکسو برخی از اهالی روستای هرابرجان با استناد به افسانه‌های قدیمی معتقدند نام این محل گنبد طلا بوده و در زبان عامیانه گم تلا نامیده شده است. این نظریه استدلال می‌کند که در گذشته‌ای دور در این محل گنبدی از طلا وجود داشته که بعدها مفقود شده و به این دلیل اینجا گم تلا نامیده شده است. تا پیش از نوروز ۱۴۰۳ در غالب خبرگزاری‌ها نیز این نام به عنوان نام رسمی این مراسم ذکر می‌شد.

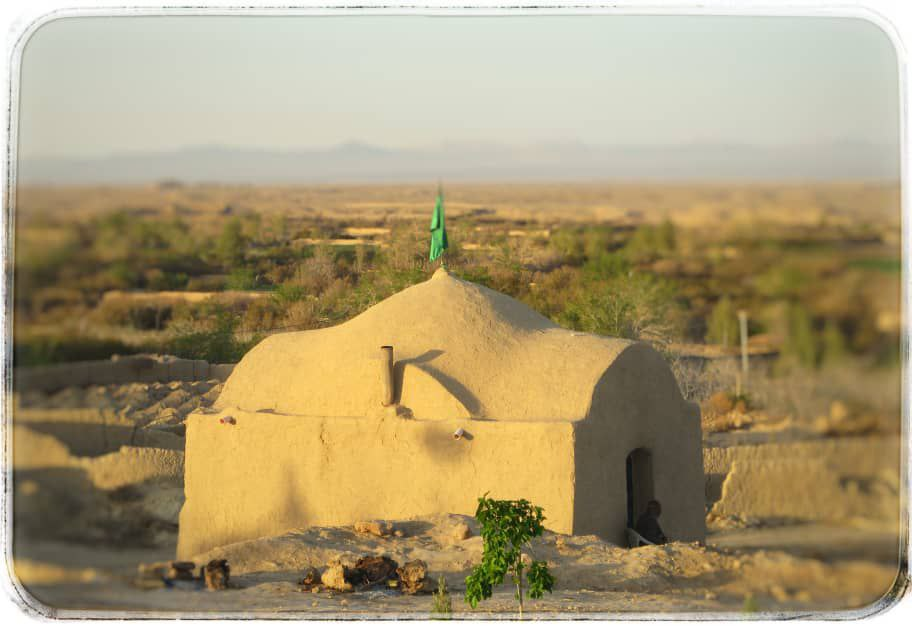
گم تلا در هرابرجان

با این حال، پژوهشگران و جوانان هرابرجانی که در طول چند سال به دنبال بررسی تاریخ اسنادی این منطقه بوده‌اند پس از بررسی‌های چندساله با توجه به این که اسنادی برای این نظریه پیدا نشد، فرضیه دیگری را مطرح کرده‌اند. بر اساس این فرضیه گفته می‌شود گُم تلا را باید از نظر واژه‌شناسی مورد تجزیه و تحلیل قرار داد. این نظریه می‌گوید واژه گُم در پارسی باستان به معنای بلند و بلندی بوده است و واژه تل نیز به تپه اشاره دارد. جمع تل‌ها نیز در زبان عامیانه هرابرجان تلا گفته می‌شود. بر اساس این نظریه گُم تلا به معنای تل‌های بلند است و این نظریه با ویژگی‌های جغرافیایی منطقه‌ای که گُم تلا در آن قرار گرفته مطابقت دارد.

## برگزاری مراسم
برگزاری این مراسم از غروب روز ششم فروردین با تعمیر اجاق‌های سالیانه و هیزم بری آغاز می‌شود. بر اساس این سنت دیرینه هرابرجانی‌ها در غروب ششم فروردین اجاق‌های خود را در محل گم تلا با گل تعمیر می‌کنند و برای صبح روز بعد هیزم تهیه می‌کنند. مراسم بارگذاشتن دیگ آش پس از اذان صبح در محل گم تلا و در روز هفتم فروردین آغاز می‌شود. در طول مراسم و با طلوع آفتاب هرابرجانی‌ها علاوه بر دید و بازدید عمومی که بایکدیگر دارند، بازی‌های محلی را برگزار می‌کنند. تخم مرغ بازی یکی از بازی‌های محلی است. در این بازی دو نفر تخم مرغ‌های رنگ کرده و آب‌پز شده خود را می‌آورند و با سر به سر، بل به بغل یا ته به ته به هم می‌کوبند. فردی که تخم مرغش شکسته بازنده بازی است و باید تخم مرغش را به فرد پیروز بدهد. بازی‌های دیگر مانند لَپَر بازی، بوجول بازی و… نیز در این محل برگزار می‌شود. در ادامه مراسم موسیقی محلی و مخصوص هرابرجان با ساز و نقاره نواخته می‌شود و مردم اقدام به چوب بازی یا به زبان محلی تَرکه بازی می‌کنند.